# حنانيا المنير
حنانيا المنيّر (1757 - 1820) هو مؤرخٌ وقسيسٌ ماروني وشاعرٌ لبناني عاش في العصر العثماني، كان قد وضع عددًا من المؤلفات في التاريخ الديني والمدني.

## حياته
تختلفُ المؤُلفات حول تاريخ ميلاد حنانيا المنيّر، فتُشير معظمها إلى عام 1757 أو 1756، ولكن مؤلفاتٌ أُخرى تذكر أنه وُلد عام 1706 ميلاديًا. تتفق المراجع بأنَّ ميلاده كان في قرية ذوق مكايل ضمن قضاء كسروان. كان قد دخل الرهبنة في دير مار يوحنا، والذي سميَّ فيما بعد بالرهبانية الباسيلية الشويرية، حيث كان أحد رُهبان الرهبانية الحناوية الشويرَّية، ورسِّم كاهنًا عام 1799 ميلاديًا.
تُشير المصادر أنَّ حنانيا قد «صرف حياته في أديرة رهبنته مكبًّا على القراءة والبحث والتأليف»، كما أتقن صناعة الطب، وكان أديبًا شاعرًا مؤرخًا.

## مؤلفاته
في الإنتاج الشعري، كان لويس شيخو قد نشر بعضًا من شعر حنانيا ضمن كتابه «الآداب العربية في القرن التاسع عشر»، وتُشير المصادر أنَّ لحنانيا ديوانًا من الشعر ولكنَّ قسمه الأكبر مفقود. كان قد وضع حنانيا أيضًا مجموعةً من المقامات، والتي تضمنت بعضًا من شعره. تذكر المصادر حول شعر حنانيا: «وصف شعره بأنه رقيق منسجم بليغ المعاني. على أن قصائده في انتقاد عهد أحمد الجزار وحكمه تدل على حسّ إيقاعي وقدرة على استخدام بعض فنون البديع، وسهولة في اجتلاب القوافي المناسبة، أما غزله فإنه أقل استطاعة وطواعية تلقائية في استعمال هذه الفنون».
له كُتاب بعنوان «عقائد الدروز»، وقد ترجم إلى اللغة الفرنسية.
كما كتب عددًا من الدراسات، ومنها:
- «مختصر أمثال سليمان»
- «مجموعة أمثال لبنان وبر الشام»
- «الدر المرصوف في تاريخ الشوف»[11]
- «مخطوطة بكركي»
- «تاريخ الرهبنة»[12]

## وفاته
تختلف المصادر أيضًا حول عام وفاته، حيث تذكر بعضها عام 1832، وأُخرى عام 1823، ولكن معظمها تُشير لعام 1820.

## اقرأ أيضا
- لويس شيخو
- يواكيم مطران

## وصلات خارجية
- حنانيا المنير على موقع بوابة الشعراء.